# Санта-Женевьева (аэропорт)
Международный аэропорт Санта-Женевьева - Гояния (порт. Aeroporto Internacional Santa Genoveva - Goiânia) (Код ИАТА: GYN) — аэропорт, расположенный в северо-восточной части города Гояния, в штате Гояс, Бразилия. В настоящее время производится строительство нового терминала аэропорта. Находится в 8 км от центра города.
Аэропорт был открыт в 1955 году став заменой скромному аэропорту, который до того времени служил городу Гояния. С 1974 года управляется компанией Infraero.
Аэропорт Санта-Женевьева занимает площадь 3 967 365 04 м², имеет взлётно-посадочную полосу 2500 м. в длину и 45 м. в ширину, благодаря чему может обслуживать самолёты среднего класса, такие, как Boeing 737, 707, Airbus A-320, а также Boeing 767.
Пропускная способность терминала составляет 600 тысяч пассажиров в год. Он также обслуживал большее число пассажиров, намного выше его эксплуатационной способности. В 2006 году, услугами аэропорта воспользовались почти 1 400 000 пассажиров , а в 2009 году эта цифра составила 1 772 424 пассажиров .

## Авиалинии и направления
| Авиалинии | Назначения |
| --------- | --- |
| Azul      | Кампинас - Порту-Алегри, Жуан-Песоа |
| Gol       | Белу-Оризонти (Танкреду Невес) - Бразилиа - Палмас - Рио-де-Жанейро (Рио-де-Жанейро/Галеан - Витория - Сан-Паулу (Конгоньяс/Сан-Паулу и Сан-Паулу/Гуарульос) - Ресифи - Терезина |
| Passaredo | Куяба - Жи-Парана - Рибейран-Прету - Рио-де-Жанейро (Сантос-Дюмон - Сан-Жозе-ду-Риу-Прету - Сан-Паулу (Сан-Паулу/Гуарульос)                                                      |
| SETE      | Бразилиа - Конфреза - Гурупи - Минасу - Сан-Фелис-ду-Арагуая, Палмас, Арагуаина, Мараба, Алтамира и Белен                                                                        |
| TAM       | Кампу-Гранди - Сан-Паулу (Конгоньяс/Сан-Паулу и Сан-Паулу/Гуарульос) - Бразилиа - Палмас - Манаус - Боа-Виста                                                                    |
| TRIP      | Рио-де-Жанейро (Сантос-Дюмон - Белу-Оризонти (Танкреду Невес) - Куяба - Витория - Риу-Верди - Уберландия - Белу-Оризонти (Карлос Друммонд де Андраде)                            |

## Количество пассажиров
| Год         | Количество пассажиров |
| ----------- | --------------------- |
| 2003        | 861 522               |
| 2004        | 991.607               |
| 2005        | 1 236 466             |
| 2006        | 1 376 383             |
| 2007        | 1 546 476             |
| 2008        | 1.554.000             |
| 2009        | 1 772 424             |
| август 2010 | 1 488 835             |

| Место | Аэропорт                         | Пассажиры 2009 |
| ----- | -------------------------------- | -------------- |
| 1     | Конгоньяс/Сан-Паулу              | 246 357        |
| 2     | Бразилиа                         | 226 058        |
| 3     | Сан-Паулу/Гуарульос              | 159 689        |
| 4     | Рио-де-Жанейро/Галеан            | 50 272         |
| 5     | Маршал Рондон, Куяба, Мату-Гросу | 32 028         |